# Raión de Rokytne
Rokytne (en ucraniano: Рокитнянський район) es un raión o distrito de Ucrania en el óblast de Kiev. 
Comprende una superficie de 661 km².
La capital es la ciudad de Rokytne.

## Demografía
Según estimación 2010 contaba con una población total de 36354 habitantes.

## Otros datos
El código KOATUU es 3223700000. El código postal 09600 y el prefijo telefónico +380 4462.